# 均村乡
均村乡，是中华人民共和国江西省赣州市兴国县下辖的一个乡镇级行政单位。

## 行政区划
均村乡下辖以下地区：
均村、上达村、三坑村、长竹村、长教村、石溪村、泮溪村、高溪村、茂段村、黄柏村、中洽村、中坊村、石门村、小章村、章贡村、东山村、黄田村、坪源村和东方村。